# Canton de Saint-Michel-de-Maurienne
Le canton de Saint-Michel-de-Maurienne est une ancienne division administrative française, située dans le département de la Savoie et la région Rhône-Alpes.
Il disparait en 2015 à la suite du redécoupage cantonal de 2014, fusionnant avec le canton de Modane.

## Composition
Le canton de Saint-Michel-de-Maurienne regroupait les communes suivantes :
| Nom                       | Code Insee | Intercommunalité      | Superficie (km2) | Population (dernière pop. légale) | Densité (hab./km2) |
| ------------------------- | ---------- | --------------------- | ---------------- | --------------------------------- | ------------------ |
| Orelle                    | 73194      | CC Maurienne-Galibier | 69,25            | 357 (2014)                        | 5,2                |
| Saint-Martin-d'Arc        | 73256      | CC Maurienne-Galibier | 4,93             | 354 (2014)                        | 72                 |
| Saint-Martin-de-la-Porte  | 73258      | CC Maurienne-Galibier | 19,25            | 688 (2014)                        | 36                 |
| Saint-Michel-de-Maurienne | 73261      | CC Maurienne-Galibier | 36,31            | 2 465 (2014)                      | 68                 |
| Valloire                  | 73306      | CC Maurienne-Galibier | 137,48           | 1 132 (2014)                      | 8,2                |
| Valmeinier                | 73307      | CC Maurienne-Galibier | 54,26            | 520 (2014)                        | 9,6                |

## Représentation

### Conseillers généraux de 1861 à 2015
| Période                                  | Période          | Identité                          | Étiquette           | Qualité |
| ---------------------------------------- | ---------------- | --------------------------------- | ------------------- | --- |
| 1861                                     | 1871             | Jean-François Rostaing            | Républicain         | Docteur en médecine, maire de Saint-Michel-de-Maurienne                                                                          |
| 1871                                     | 1874             | César Durand                      |                     | Avocat à Saint-Michel-de-Maurienne                                                                                               |
| 1874                                     | 1880             | Alexandre Bonnet                  | Droite              | Avoué à Saint-Jean-de-Maurienne                                                                                                  |
| 1880                                     | 1887 (décès)     | Jean-François Rostaing            | Républicain         | Maire de Saint-Michel-de-Maurienne (1857-1886)                                                                                   |
| 1887                                     | 1891 (démission) | Francisque Bertrand               |                     | Propriétaire à Saint-Jean-de-Maurienne                                                                                           |
| 1891                                     | 1899             | Charles Gros                      | Républicain radical | Greffier de la justice de paix à Saint-Michel-de-Maurienne, conseiller d'arrondissement                                          |
| 1899                                     | 1917 (décès)     | Antoine Deléglise                 | Rad.                | Député (1902-1917) Avoué à Saint-Jean-de-Maurienne                                                                               |
| 1917                                     | 1919             | siège vacant                      |                     | |
| 1919                                     | 1926 (décès)     | Félix Buttin                      | Bloc national       | Notaire Maire de Saint-Michel-de-Maurienne (1919-1926) Conseiller d'arrondissement                                               |
| 1926                                     | 1934             | Rémy Fayen                        | RG                  | Industriel Maire de Saint-Michel-de-Maurienne (1926-1929)                                                                        |
| 1934                                     | 1940             | Vincent Ferrier                   | Rad.ind.            | Chef-comptable à Chambéry Membre de la Commission administrative de la Savoie (1941-1942) Nommé conseiller départemental en 1942 |
|                                          |                  |                                   |                     | |
| 1945                                     | 1949             | Joseph Charvoz                    | PCF                 | Maire de Saint-Michel-de-Maurienne (1944-1947)                                                                                   |
| 1949                                     | 1979             | Philippe Donat-Chinal (1906-1989) | Rad. puis DVD       | Maire d'Orelle |
| 1979                                     | 1992             | Félix Anselme                     | PS                  | Instituteur spécialisé Maire de Saint-Michel-de-Maurienne (1989-2008)                                                            |
| 1992                                     | 2004             | Bernard Juillard                  | DVD                 | Professeur d'histoire Maire de Saint-Michel-de-Maurienne (1986-1989)                                                             |
| 2004                                     | 2015             | Jean-Michel Gallioz               | DVG                 | Exploitant agricole Maire de Saint-Michel-de-Maurienne (2008-2020)                                                               |
| Les données manquantes sont à compléter. |                  |                                   |                     | |

### Conseillers d'arrondissement (de 1833 à 1940)
| Période                                  | Période           | Identité                    | Étiquette                   | Qualité |
| ---------------------------------------- | ----------------- | --------------------------- | --------------------------- | --- |
| 1861                                     |                   | Nicolas Durand (1798-1874)  |                             | Docteur médecin à Saint-Michel-de-Maurienne                                                                 |
|                                          |                   |                             |                             | |
| 1871                                     | 1881 (décès)      | Benoit Nicolas Magnin       |                             | Notaire à Saint-Michel-de-Maurienne                                                                         |
| 1881                                     | 1882 (annulation) | Charles Gros                | Radical                     | Greffier de la justice de paix à Saint-Michel-de-Maurienne                                                  |
|                                          |                   |                             |                             | |
| 1913                                     | 1919              | Félix Buttin                | Libéral                     | Notaire, adjoint au maire de Saint-Michel-de-Maurienne                                                      |
|                                          |                   |                             |                             | |
| 1925                                     | 1940 (décès)      | Cyrille Richard (1870-1940) | Républicain indépendant URD | Employé au PLM, Saint-Michel-de-Maurienne                                                                   |
| 1940                                     |                   |                             |                             | Les conseils d'arrondissement ont été suspendus par la loi du 12 octobre 1940 et n'ont jamais été réactivés |
| Les données manquantes sont à compléter. |                   |                             |                             | |

## Démographie
| 1982  | 1990  | 1999  |
| ----- | ----- | ----- |
| 5 972 | 5 516 | 5 670 |